# Saint-Sulpice-le-Verdon
Saint-Sulpice-le-Verdon era una comuna francesa situada en el departamento de Vandea, de la región de Países del Loira, que el 1 de enero de 2016 pasó a ser una comuna delegada de la comuna nueva de Montréverd al fusionarse con las comunas de Mormaison y Saint-André-Treize-Voies.

## Demografía
| Gráfica de evolución demográfica de Saint-Sulpice-le-Verdon entre 1800 y 2014 |
|                                                                               |

Los datos demográficos contemplados en este gráfico de la comuna de Saint-Sulpice-le-Verdon se han cogido de 1800 a 1999 de la página francesa EHESS/Cassini, y los demás datos de la página del INSEE.